# Campionato Federale di Seconda Categoria 1909
Il Campionato Federale di Seconda Categoria 1909 fu, assieme al corrispettivo Campionato Italiano, il settimo campionato di calcio italiano per seconde squadre dei club maggiori, presenti già nel campionato di Prima Categoria, a venir disputato in Italia. Esso era integrato con alcune squadre titolari minori.

## Stagione
Anche per questa stagione la decisione della FIF di bandire gli stranieri dai campionati italiani, contestata da vari club di primo piano, giustificò la disputa di due tornei di calcio paralleli: uno federale, in cui era ammessa la partecipazione di tesserati stranieri residenti in Italia, e uno italiano, a cui potevano partecipare soltanto i tesserati di nazionalità patria. Coerentemente con questa impostazione, anche la Seconda Categoria fu divisa in un campionato federale vinto dal Piemonte, e in un campionato italiano vinto dalla Pro Vercelli II.
Contrariamente alla Prima Categoria, però, la Seconda non subì un profondo boicottaggio che inficiasse uno dei due tornei, i quali mantennero entrambi una propria rappresentatività. Il Campionato Italiano assegnava il titolo nazionale di Seconda Categoria, mentre quello Federale il meno prestigioso titolo di Campione FIF.

### Formula
Il campionato federale era strutturato sugli ormai usuali due turni: una prima fase eliminatoria composta su base regionale, ed un girone finale nazionale a tre squadre.

### Avvenimenti

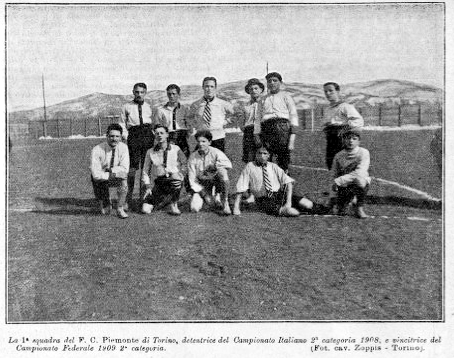
Il Piemonte Campione Federale di Seconda Categoria 1909.

Il torneo fu dominato dai torinesi del Piemonte: dopo aver surclassato le riserve di Juventus e Torino nel girone eliminatorio torinese, nonché le riserve della Pro Vercelli nella finale piemontese, la squadra piemontina dimostrò la propria superiorità anche nel girone nazionale, dominando le riserve di Genoa II e Milan II. Fuori gioco i rossoneri, i rossublù avrebbero avuto ancora una tenue speranza matematica, ma fu tuttavia spenta dal ritiro dei primi nel match contro i piemontini.
Nel maggio del 1909, la FIF prese tuttavia alcuni provvedimenti avversi al Piemonte che furono contestati dalla squadra piemontina nonché dalla stampa a lei favorevole: dapprima squalificò per tre mesi il club in quanto reo di aver disputato senza autorizzazione delle amichevoli in Francia contro squadre transalpine, vigendo il divieto di affrontarle a causa della sospensione delle squadre francesi per opera della FIFA; poi stabilì che il Piemonte non avesse vinto il campionato federale di Seconda Categoria ma solo il torneo settentrionale e gli impose di disputare il 13 giugno 1909 a Roma una finalissima contro il Naples, unica iscritta dell'Italia centromeridionale, per ratificare il titolo di Campione federale di Seconda Categoria. Tra l'altro anche il segretario del Naples, tal Lan, protestò con la FIF per non aver preavvisato la società partenopea, avendo egli appreso di questa finale solo leggendo La Stampa Sportiva, e facendole notare che, a causa della squalifica di tre mesi, il Piemonte era impossibilitato a disputare la gara. All'Assemblea federale dell'ottobre 1909 fu risolta la questione, con la decisione da parte della FIGC di assegnare definitivamente il titolo di campione federale di Seconda Categoria 1909 al Piemonte.

## Partecipanti
Alla chiusura delle iscrizioni, furono iscritte:
Squadre riserve
- Torino II
- Juventus II
- Pro Vercelli II
- Milan II
- US Milanese II
- Inter II
- Genoa II
- Andrea Doria II

Squadre titolari
- Piemonte
- Libertas Milano

## Risultati

### Eliminatorie

#### Piemonte
Eliminatoria torinese
| Torino 10 gennaio 1909, ore 13:30 | Piemonte | 6 – 0 | Torino II | Stadio di Corso Sebastopoli\| Arbitro: \| Mazzia \| |
| Arbitro:                          | Mazzia   |       |           |                                                     |

| Arbitro: | Schoembrod |

|                      |           |        |
| Berardo F. Gavinelli | Marcatori | Aimone |

| Torino 24 gennaio 1909 | Juventus II | 0 – 2 tav. | Torino II |  |

| Squadra     | Pt | G | V | N | P | GF | GS |
| ----------- | -- | - | - | - | - | -- | -- |
| Piemonte    | 4  | 2 | 2 | 0 | 0 | 10 | 1  |
| Torino II   | 2  | 2 | 1 | 0 | 1 | 2  | 6  |
| Juventus II | 0  | 2 | 0 | 0 | 2 | 1  | 6  |

Finale piemontese
| Arbitro: | Gama (Milano) |

|   |           |                      |
| ? | Marcatori | Berardo F. Gavinelli |

| Torino 21 marzo 1909 Ritorno | Piemonte | 3 – 1 | Pro Vercelli II | Stadio di Corso Sebastopoli |

#### Lombardia
| Milano 10 gennaio 1909 | Milan II | 6 – 0 | Inter II | Campo di Porta Monforte |

| Milano 10 gennaio 1909 | Libertas Milano | 1 – 3 | US Milanese II |  |

| Milano 17 gennaio 1909 | US Milanese II | 1 – 3 | Milan II | Campo di Cascina Mojetta |

| Milano 17 gennaio 1909 | Inter II | 0 – 2 tav. | Libertas Milano |  |

| Milano 24 gennaio 1909 | Libertas Milano | 2 – 2 | Milan II |  |

| Milano 24 gennaio 1909 | Inter II | 0 – 2 tav. | US Milanese II |  |

Classifica
| Squadra         | Pt | G | V | N | P | GF | GS |
| --------------- | -- | - | - | - | - | -- | -- |
| Milan II        | 5  | 3 | 2 | 1 | 0 | 11 | 3  |
| US Milanese II  | 4  | 3 | 2 | 0 | 1 | 6  | 3  |
| Libertas Milano | 3  | 3 | 1 | 1 | 1 | 5  | 5  |
| Inter II        | 0  | 3 | 0 | 0 | 3 | 0  | 10 |

#### Liguria
| Genova 24 gennaio 1909 Andata | Andrea Doria II | 0 – 1 | Genoa II |  |

| Genova 31 gennaio 1909 Ritorno | Genoa II | 2 – 1 | Andrea Doria II |  |

### Girone nazionale
Inizialmente si sarebbe dovuto disputare dal 14 febbraio al 21 marzo, ma per una serie di inconvenienti slittò al 14 marzo.
| Milano 14 marzo 1909 | Milan II | 4 – 1 | Genoa II |  |

| Genova 21 marzo 1909 | Genoa II | 0 – 0 | Milan II |  |

| Arbitro: | Bosshard |

|                  |           |                           |
| Soldarini Scessa | Marcatori | Berardo Zampolli Marenghi |

| Genova 4 aprile 1909 | Genoa II | 0 – 2 | Piemonte |  |

| Torino 18 aprile 1909 | Piemonte | 2 – 0 tav. | Milan II |  |

| Torino 25 aprile 1909 | Piemonte | 2 – 0 tav. | Genoa II |  |

Classifica finale
| Squadra  | Pt | G | V | N | P | GF | GS |
| -------- | -- | - | - | - | - | -- | -- |
| Piemonte | 8  | 4 | 4 | 0 | 0 | 9  | 2  |
| Milan II | 3  | 4 | 1 | 1 | 2 | 6  | 6  |
| Genoa II | 1  | 4 | 0 | 1 | 3 | 2  | 8  |

| Piemonte campione d'Italia riserve 1909 |